# Südsee-Sumpfhuhn
Das Südsee-Sumpfhuhn (Zapornia tabuensis, Syn.: Porzana tabuensis) ist eine Art der Rallen, die heute zu der Gattung Zapornia gezählt wird. Es ist eine kleine, dunkle und kurzschwänzige Rallenart, die von den Philippinen bis nach Australien und Neuseeland vorkommt. Auf Grund ihrer Größe und ihres dunklen Gefieders ist sie in ihrem Verbreitungsgebiet mit keiner anderen Rallenart zu verwechseln.
Die Bestandssituation des Südsee-Sumpfhuhns wird mit ungefährdet (least concern) angegeben. Es werden mehrere Unterarten unterschieden.

## Erscheinungsbild
Das Südsee-Sumpfhuhn erreicht eine Körperlänge von 17 bis 20 Zentimetern, wovon 4,4 bis 5,7 Zentimeter auf den Schwanz entfallen. Der Flügel misst 8,2 bis 9,2 Zentimeter. Die Schnabellänge beträgt 1,6 bis 2,2 Zentimeter. Die Männchen wiegen durchschnittlich 45,5 Gramm, die Weibchen sind mit 40 Gramm etwas leichter. Es besteht kein Geschlechtsdimorphismus.

### Adulte Vögel
Kopf und Hals sind schiefergrau mit einem weißlichen Fleck am Kinn, der sich bei einigen Individuen in einem schmalen Streifen bis zur Kehle verlängert. Der Mantel, der Rücken und die Flügeldecken sind dunkel rötlich-braun. Der Schwanz ist schwarzbraun. Die Körperunterseite ist schiefergrau mit einer weißen Querbänderung auf der Innenseite der Flügel. Der Schnabel ist schwarz, die Iris und der Orbitalring sind rot. Die Füße und Beine sind lachsrot.

### Jungvögel
Jungvögel ähneln den adulten Vögeln, sind aber insgesamt etwas blasser und brauner. Der weiße Fleck auf Kinn und Kehle ist bei ihnen etwas ausgeprägter. Einige Individuen haben auch einen diffusen kleinen weißen Überaugenstreif. Die Flanken sind braun, auf der Brustmitte und dem Bauch sind sie noch weißlich. Die Iris ist zunächst braunorange, bevor sie das Rot der erwachsenen Vögel annimmt. Die Beine und Füße sind dunkel olivbraun bis braungrau.

## Verbreitungsgebiet und Lebensraum
Das Südsee-Sumpfhuhn kommt von den Philippinen über Indonesien, den Marquesas und Neuguinea bis nach Australien, Tasmanien, Neuseeland und Inseln des südwestlichen Pazifiks vor. Besiedelt werden außerdem die Norfolkinseln, die Kermadecinseln und auch für die Chathaminseln gibt es Nachweise für diese Art. In Australien ist sie eine häufige Art, die auf dem australischen Festland disjunkt vorkommt. Auf Neuseeland ist sie seltener, aber weit verbreitet. Der Verbreitungsschwerpunkt ist die Nordinsel, sie kommt aber auch auf der Südinsel vor. Die Zug- und Wanderbewegungen dieser Rallenart sind bislang noch nicht abschließend untersucht. Beringungsdaten aus Neuseeland weisen jedoch auf eine große Ortstreue hin.
Der Lebensraum sind permanente oder nur kurzzeitig bestehende Feuchtgebiete. Sie weisen in der Regel eine ausgedehnte Vegetationszone mit Schilf, Segen oder ähnlichen Pflanzen auf. Besiedelt werden die Uferzonen von Flüssen, Lagunen, Seen und Salzmarschen. Auf Inseln ist es gelegentlich auch in weniger feuchten Lebensräumen anzutreffen.

## Lebensweise

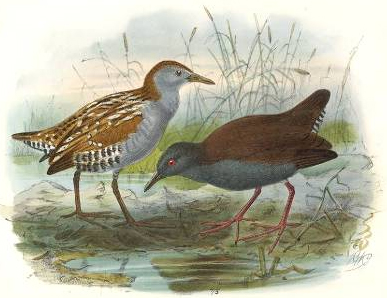
Links ein Zwergsumpfhuhn, recht ein Südsee-Sumpfhuhn

Das Südsee-Sumpfhuhn lebt einzelgängerisch, paarweise oder in kleinen, lockeren Gruppen in der dichten Vegetation von Feuchtgebieten. Sie ist grundsätzlich eine heimlich lebende Art, die nur selten während der Nahrungssuche die schützende Vegetationszone verlässt und sich in offenerem Gelände aufhält. Während der Nahrungssuche steht die Art auch im Wasser. Das Südsee-Sumpfhuhn kann außerdem schwimmen und tauchen. Sie fliegt nur selten auf und fliegt dann gewöhnlich nicht weit. Der Flug wirkt angestrengt und flatternd, die Füße hängen beim Flug herab. Das Südsee-Sumpfhuhn ist überwiegend dämmerungsaktiv, sucht aber auch gelegentlich während des Tages nach Nahrung. Fühlt es sich beunruhigt, sucht es dichtere Vegetation auf und verharrt dort reglos.
Die Nahrung besteht aus Samen, Früchten, Triebe von Gräsern und Wasserpflanzen. Sie frisst außerdem Insekten und deren Larven, Weich- und Krebstiere, Spinnen und geht auch an Aas. Die am Boden liegende Laubschicht wird von ihr durchgart und die Blätter mit einer Seitwärtsbewegung des Schnabels umgedreht.

## Fortpflanzung
Das Südsee-Sumpfhuhn ist monogam und geht möglicherweise eine über mehrere Brutsaisons bestehende Paarbeziehung ein. Vor dem Beginn der Brutzeit ruft dieses Sumpfhuhn verstärkt, was möglicherweise in Zusammenhang mit der Paarbindung und der Besetzung des Brutreviers steht. Das Brutrevier wird von dem Paar energisch verteidigt. In Regionen, die dem Südsee-Sumpfhühner sehr gute Lebensbedingungen finden, können die Brutreviere auch sehr klein sein. In einigen Fällen umfassen sie lediglich fünf bis zwölf Quadratmeter. Es werden gewöhnlich zwei Bruten in jeder Brutsaison großgezogen.
Die Brutsaison fällt in den Zeitraum von August bis Anfang Dezember. Das Nest steht in der Ufervegetation aus trockenem Gras und Schilfstängeln errichtet. Das Gelege besteht gewöhnlich aus drei bis vier Eiern. Das zweite Gelege einer Brutzeit weist gewöhnlich die größere Zahl an Eiern auf. Der Legeabstand zwischen den einzelnen Eiern beträgt 24 Stunden. Geht das Gelege verloren, sind Südsee-Sumpfhühner etwa sieben Tage später in der Lage, mit einem Ersatzgelege zu beginnen.
Beide Elternvögel brüten. Für die Dauer der Brutzeit gibt es sehr abweichende Angaben. Es werden 14 bis 16 Tage, 16 bis 18 Tage und 20 bis 22 Tage genannt. Die frisch geschlüpften Küken bleiben zwischen 24 und 48 Stunden im Nest. Sie werden zunächst von beiden Elternvögeln geführt. Die Küken, die zunächst ein schwarzes Daunengefieder haben, können bereits mit zwei Tagen schwimmen. Bei Beunruhigung suchen sie Schutz in der Vegetation. Die Elternvögel versuchen Fressfeinde zu verleiten, indem sie Verletzungen simulieren.

## Systematik
Das Südsee-Sumpfhuhn wird noch häufig der Gattung der Sumpfhühner (Porzana) zugerechnet. In einer molekularbiologischen Studie von Slikas et al. aus dem Jahr 2002 wurden innerhalb der Sumpfhühner der Gattung Porzana jedoch mehrere Kladen sichtbar. Diesen Erkenntnissen folgte eine Aufteilung dieser Gattung und entsprechende nomenklatorische Maßnahmen. Diese sind noch nicht endgültig bestätigt, wurden jedoch mittlerweile in namhafte Monographien und Listen übernommen. Das Südsee-Sumpfhuhn wurde dabei der Gattung Zapornia zugeordnet.